# Donny Huijsen
Donny Huijsen (Ámsterdam, 25 de octubre de 1973) es un exjugador de fútbol neerlandés que actuaba en la posición de delantero. Aunque su carrera como deportista profesional fue breve, llegó a jugar para el AFC Ajax. También tuvo la oportunidad de representar a su país a nivel internacional.

## Trayectoria
Formado en la cantera del DWS, en 1993 fue contratado por el AFC Ajax. En ese club sólo jugó un partido oficial: la Supercopa de los Países Bajos 1993, donde su equipo se impuso por 4 a 0 frente al Feyenoord. Seis meses después sería cedido al Go Ahead Eagles.
En 1994 pasó a las filas del HFC Haarlem, que a la sazón militaba en la Eerste Divisie. Allí anotó la impresionante cifra de 22 goles en 33 partidos de la temporada 1994-95, convirtiéndose en un jugador emblemático para los aficionados del club, quienes lo bautizaron como "Maradonny" (un juego de palabras que fusionaba su apodo al apellido del astro argentino Diego Armando Maradona).
Regresó a la máxima categoría del fútbol profesional neerlandés en 1995, fichado por el AZ Alkmaar. Sin embargo no logró consolidarse en la categoría no tanto por su nivel como jugador, sino más bien por su poca disciplina como deportista.
En 1998 decidió retirarse como futbolista, luego de un intrascendente paso por el AFC.

### Selección nacional
El 20 de abril de 1994 disputó un partido amistoso con la selección de fútbol sub-21 de los Países Bajos ante su par de Suecia.

## Clubes
| Club            | País         | Año       |
| --------------- | ------------ | --------- |
| AFC Ajax        | Países Bajos | 1993      |
| Go Ahead Eagles | Países Bajos | 1994      |
| HFC Haarlem     | Países Bajos | 1994-1995 |
| AZ Alkmaar      | Países Bajos | 1995      |
| MVV             | Países Bajos | 1996      |
| AZ Alkmaar      | Países Bajos | 1996-1997 |
| AFC             | Países Bajos | 1997-1998 |

## Vida privada
Huijsen era amigo de Cor van Hout y Willem Holleeder, dos criminales neerlandeses condenados por el secuestro del empresario Freddy Heineken en 1983. La compañía de ambos hombres le provocó al futbolista más de un problema en los clubes en los que jugó.
Fue inicialmente sentenciado a cinco años de prisión por el delito de tráfico de drogas en su país, pero resultó absuelto el 31 de mayo de 2006 en la instancia de apelación contra el fallo judicial en su contra.
En 2010 se mudó junto a su familia a Marbella, España.
Es padre del futbolista Dean Huijsen.